# 公明党中央幹事会
公明党中央幹事会（こうめいとうちゅうおうかんじかい）は、公明党における常設の議決機関である。運営責任者は中央幹事会会長が務める。

## 概要
公明党は2014年9月21日の党全国大会で、結党50年を迎えるに当たって党の執行体制、議決体制を改正した。中央幹事会をこれまでの最高執行機関から常設の議決機関に、常任役員会を党大会から次の党大会までの執行に責任を持つ最高執行機関にそれぞれ変更し、議決の体制や責任、職務権限を明確に整備した。中央幹事会は毎週開催され、重要政策などが議論される。
公明党中央幹事会の役割について、初代中央幹事会会長に就任した漆原良夫は「国政に例えて言うならば、代表、幹事長ら執行機関としての常任役員会は内閣で、われわれ中央幹事会は国会という関係に近いでしょうか」「中央幹事会の構成員である中央幹事は、日本全国を網羅する形で選ばれ、国会議員だけでなく地方議員や党職員も選任されています。中央幹事会は、いわば“オール公明党”という会議体であり、執行部の党運営に議決機関として、各地の声や意見などをより反映させていく役割を担います」と解説している。
中央幹事会の新設に伴い、太田昭宏が初代議長を務めていた全国代表者会議は廃止された。
2015年10月8日、中央幹事会会長代理の石田祝稔が常任役員会政務調査会長に就任したため、桝屋敬悟が会長代理に昇格した。
初代中央幹事会会長の漆原が第48回衆議院議員総選挙に出馬せず政界を引退したため、2017年11月2日、常任役員会副代表の北側一雄が2代目会長に就くことが決まった。ただし、北側は副代表職から退任せず、副代表職と中央幹事会会長職を兼務する。党執行機関と党議決機関の幹部職を兼ねることについて、北側は「大変重い立場なのでしっかり責任を果たしたい」と抱負を語った。

## 中央幹事会構成
2024年11月9日現在

### 役員
- 会長 - 赤羽一嘉（10回、兵庫2区）
- 会長代理 - 竹内譲（7回、比例近畿ブロック）

### 衆議院議員
| 中川宏昌（2回、比例北陸信越ブロック） | 中川康洋（3回、比例東海ブロック） | 浮島智子（5回、比例近畿ブロック） |
| 平林晃（2回、比例中国ブロック）       | 濵地雅一（5回、比例九州ブロック） |                                   |

### 参議院議員
| 若松謙維（2回、比例区） | 塩田博昭（1回、比例区） | 河野義博（2回、比例区）     |
| 上田勇（1回、比例区）   | 新妻秀規（2回、比例区） | 杉久武（2回、大阪府選挙区） |

### 地方議会議員
| 東村邦浩（6回、東京都議会） | 土岐恭生（5回、大阪市会） | 松葉多美子（5回、東京都議会） |

### 元議員
| 国重徹(衆議院4期) | 山本香苗(参議院4期) | 伊佐進一(衆議院4期) |

### 党職員
| 山口広治 | 千葉宣男 |

## 歴代中央幹事会会長一覧
議決機関の運営責任者として新設された中央幹事会会長は、自由民主党における総務会長に当たる役職である。
初代会長には公明党国会対策委員長を2006年9月から8年間に渡り務めた漆原良夫が就任した。就任に際して、漆原は「執行部に対して、適切かつ健全なチェック機能を果たすとともに、公明党の進路や課題をめぐる議論でも、建設的かつ活発に意見を積み重ね、党内の意見集約や円滑な党運営に寄与していきたい」と語った。
| 公明党中央幹事会会長 |          |                               |                                       |
| 代                   | 会長名   | 在任期間                      | 備考                                  |
| 1                    | 漆原良夫 | 2014年9月21日 - 2017年9月28日 | 比例北陸信越ブロック 前国会対策委員長 |
| 2                    | 北側一雄 | 2017年11月2日 - 2024年9月28日 | 大阪16区 副代表と兼務                 |
| 3                    | 佐藤茂樹 | 2024年9月28日 - 2024年11月9日 | 大阪3区 副代表と兼務                  |
| 4                    | 赤羽一嘉 | 2024年11月9日 -               | 兵庫2区 副代表と兼務                  |

## 歴代中央幹事一覧
肩書・選挙区は在任当時

### 衆議院議員
- 石田祝稔（2014年9月 - 2015年10月） - 党政務調査会長就任のため離任。
- 桝屋敬悟（2014年9月 -）
- 稲津久（2014年9月 - ）
- 富田茂之（2014年9月 - ）
- 高木美智代（2014年9月 - ）
- 上田勇（2014年9月 - 2017年11月） - 第48回衆議院議員総選挙（2017年10月）で落選。
- 伊藤渉（2014年9月 - ）
- 佐藤茂樹（2014年9月 - 2018年9月、2020年9月 - ）
- 赤羽一嘉（2014年9月 - 2019年9月）
- 江田康幸（2014年9月 - ）
- 遠山清彦（2014年9月 - 2021年2月）
- 高木陽介（2014年9月 - 2018年9月）
- 樋口尚也（2016年9月 - 2017年10月） - 一身上の都合により離党[9]。
- 北側一雄（2017年11月 - )
- 大口善徳（2018年9月 - ）
- 太田昌孝（2018年9月 - ）
- 佐藤英道（2020年9月 - )

### 参議院議員
- 若松謙維（2014年9月 - ）
- 山本香苗（2014年9月 - ）
- 浜田昌良（2014年9月 - 2016年9月、2019年9月 - 2020年9月）
- 谷合正明（2014年9月 - 2020年9月）
- 山本博司（2014年9月 - 2017年9月）
- 長沢広明（2014年9月 - 2017年9月） - 女性問題により離党[10]。
- 石川博崇（2014年9月 - 2016年9月、2018年9月 - ）
- 平木大作（2018年9月 - 2019年9月、2020年9月 - ）
- 矢倉克夫（2019年9月 - ）
- 秋野公造（2020年9月 - )

### 地方議会議員
- 中嶋義雄（2014年9月 - ）
- 小笹正博（2014年9月 - ）
- 福島直子（2014年9月 - 2016年9月、横浜市会）
- 松葉多美子（2016年9月 - ）

### 党職員
- 上田晃弘（2014年9月 - 2016年9月、元衆議院議員）
- 吉本正史（2014年9月 - 2015年10月、元公明新聞政治部長）
- 宮崎勝（2015年10月 - 2016年9月、公明新聞政治部長） - 第24回参議院議員通常選挙（2016年7月）に立候補して初当選。
- 高鍋博之（2016年9月 - 2020年9月）
- 金城裕司（2016年9月 - ）
- 山口広治（2020年9月 - )